# Meringopus pseudonymus
Meringopus pseudonymus är en stekelart som först beskrevs av Tschek 1872.  Meringopus pseudonymus ingår i släktet Meringopus och familjen brokparasitsteklar. Arten är reproducerande i Sverige. Utöver nominatformen finns också underarten M. p. decoratus.